# Lunca Corbului, Argeș
Lunca Corbului este satul de reședință al comunei cu același nume din județul Argeș, Muntenia, România.